# Parque nacional Karkonosze

Logo

El parque nacional Karkonosze (en polaco, Karkonoski Park Narodowy) es un parque nacional polaco en las montañas de los Gigantes (montes Krkonoše). El parque ha sido incluido en 1992 por la UNESCO en la lista de reservas de la biosfera. Limita con el parque nacional Krkonoše en la República Checa. 
El parque se encuentra en el voivodato de Baja Silesia, a lo largo de la frontera con la República Checa. Fue creado en el año 1959 para abarcar una superficie de 55,10 km²; hoy es ligeramente más grande con 55,76 km², de los que 17,18 km² están estrictamente protegidos. La mayoría del parque, alrededor de 33,80 km², está cubierta por bosques. También 40 hectáreas de turberas están designados como un humedal de relevancia internacional protegida por el Convenio de Ramsar.
Los montes Karkonosze son la cordillera más alta de los Sudetes. Su pico más alto - Śnieżka, con 1.602 m s. n. m.) es único por su cumbre redondeada y sin árboles y se alza en claro contraste respecto a los otros picos, de más bajo tamaño.
Los montes Karkonosze se encuentran en la división de la vertiente hidrográfica europea, pues divide las cuencas de dos ríos, el Elba y el Oder – lo que significa que separa las vertientes del mar Báltico y del mar del Norte. Muchas de las corrientes del Karkonosze descienden por las colinas, creando cascadas, la mayor de las cuales están en la parte polaca de las montañas (300 my está creado por el arroyo Łomniczka.
Hay alrededor de 100 aves distintas en el parque, el más numeroso de las especies animales que vivían allí. En las partes más altas de las montañas hay menos especies de ellos; en los niveles inferiores hay 100 variedades, pero en los picos hay más de diez. El parque tiene cuatro especies de pescado, seis especies de anfibios, y cinco especies de reptiles. La atracción del parque son los muflones, llevados al parque a comienzos del siglo XX.
El parque nacional Karkonosze recibe visitas de más de 1,5 millones de turistas anualmente. Pueden usar 112 kilómetros de senderos, 10 telesillas y 12 casas de huéspedes. El parque tiene su sede en la ciudad de Jelenia Góra.